# 張儉 (正德進士)
张俭（1487年—1545年），字存禮，號圭山，浙江台州府仙居縣人，民籍。明朝政治人物。

## 生平
正德八年（1513年）癸酉科浙江乡试舉人，九年（1514年）联捷甲戌科二甲第八十七名進士，授工部主事，不久改南京刑部，遷广东司署员外郎，嘉靖初大礼议起，被廷杖，三年（1524年）十月出为江西按察司佥事，调福建佥事，十年（1531年）四月升四川按察司副使，升福建参政，不久罢任归乡。著有《圭山近稿》。

## 家族
父张暨。